# Sainte-Marie-la-Blanche
Pour les articles homonymes, voir Sainte-Marie.
Sainte-Marie-la-Blanche est une commune française située dans le département de la Côte-d'Or, en région Bourgogne-Franche-Comté.
Les habitants du village sont appelés les Sanmaritains et les Sanmaritaines.

## Géographie
Sainte-Marie-la-Blanche est un village situé à 7 kilomètres de la ville de Beaune, entre Dijon à 48,9 et Chalon-sur-Saône à 30 kilomètres.

### Climat
Pour des articles plus généraux, voir Climat de la Bourgogne-Franche-Comté et Climat de la Côte-d'Or.
En 2010, le climat de la commune est de type climat océanique dégradé des plaines du Centre et du Nord, selon une étude du Centre national de la recherche scientifique s'appuyant sur une série de données couvrant la période 1971-2000. En 2020, Météo-France publie une typologie des climats de la France métropolitaine dans laquelle la commune est dans une zone de transition entre le climat océanique altéré et le climat océanique altéré et est dans la région climatique  Bourgogne, vallée de la Saône, caractérisée par un bon ensoleillement (1 900 h/an), un été chaud (18,5 °C), un air sec au printemps et en été et des vents faibles. 
Pour la période 1971-2000, la température annuelle moyenne est de 11 °C, avec une amplitude thermique annuelle de 17,8 °C. Le cumul annuel moyen de précipitations est de 762 mm, avec 11 jours de précipitations en janvier et 7 jours en juillet. Pour la période 1991-2020, la température moyenne annuelle observée sur la station météorologique de Météo-France la plus proche, « Savigny Les Bea », sur la commune de Savigny-lès-Beaune à 11 km à vol d'oiseau, est de 11,9 °C et le cumul annuel moyen de précipitations est de 752,9 mm,. Pour l'avenir, les paramètres climatiques de la commune estimés pour 2050 selon différents scénarios d'émission de gaz à effet de serre sont consultables sur un site dédié publié par Météo-France en novembre 2022.

## Urbanisme

### Typologie
Au 1er janvier 2024, Sainte-Marie-la-Blanche est catégorisée bourg rural, selon la nouvelle grille communale de densité à 7 niveaux définie par l'Insee en 2022.
Elle est située hors unité urbaine. Par ailleurs la commune fait partie de l'aire d'attraction de Beaune, dont elle est une commune de la couronne,. Cette aire, qui regroupe 64 communes, est catégorisée dans les aires de 50 000 à moins de 200 000 habitants,.

### Occupation des sols
L'occupation des sols de la commune, telle qu'elle ressort de la base de données européenne d’occupation biophysique des sols Corine Land Cover (CLC), est marquée par l'importance des territoires agricoles (66,5 % en 2018), en diminution par rapport à 1990 (70,6 %). La répartition détaillée en 2018 est la suivante : terres arables (36,3 %), forêts (18,4 %), zones agricoles hétérogènes (16,2 %), zones urbanisées (15,1 %), prairies (14,1 %). L'évolution de l’occupation des sols de la commune et de ses infrastructures peut être observée sur les différentes représentations cartographiques du territoire : la carte de Cassini (XVIIIe siècle), la carte d'état-major (1820-1866) et les cartes ou photos aériennes de l'IGN pour la période actuelle (1950 à aujourd'hui).

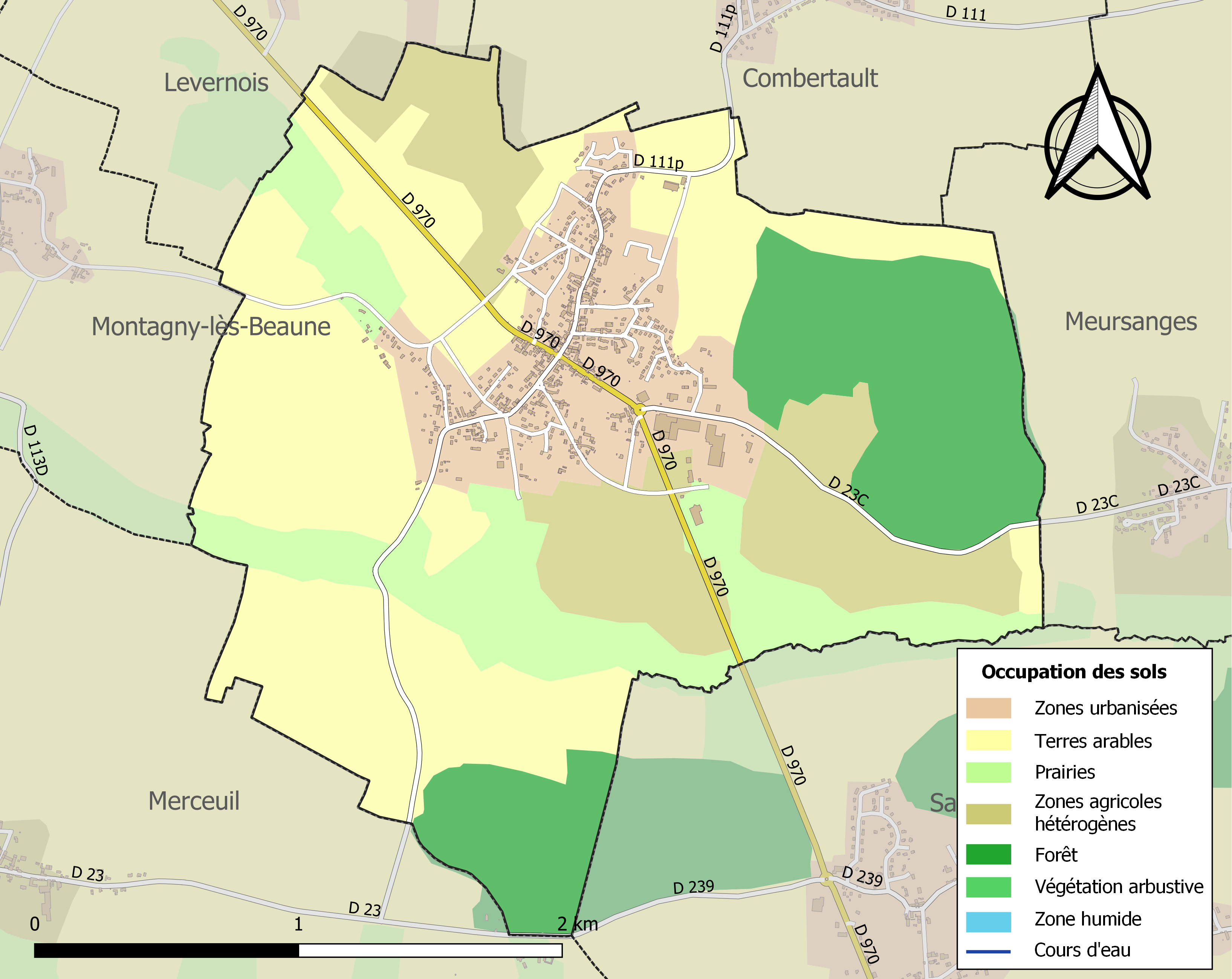
Carte des infrastructures et de l'occupation des sols de la commune en 2018 (CLC).

## Histoire
Au cours de la période révolutionnaire de la Convention nationale (1792-1795), la commune a porté le nom de Montagne-Unie.

## Politique et administration
| Période                                  | Période  | Identité         | Étiquette | Qualité |
| ---------------------------------------- | -------- | ---------------- | --------- | ------- |
| 1957                                     | 1977     | Maurice Tartarin |           |         |
| 1977                                     | 1995     | Michel Veaux     | DVD       |         |
| 1995                                     | en cours | Michel Quinet    |           |         |
| Les données manquantes sont à compléter. |          |                  |           |         |

## Démographie
L'évolution du nombre d'habitants est connue à travers les recensements de la population effectués dans la commune depuis 1793. Pour les communes de moins de 10 000 habitants, une enquête de recensement portant sur toute la population est réalisée tous les cinq ans, les populations de référence des années intermédiaires étant quant à elles estimées par interpolation ou extrapolation. Pour la commune, le premier recensement exhaustif entrant dans le cadre du nouveau dispositif a été réalisé en 2007.

En 2022, la commune comptait 917 habitants, en évolution de +5,04 % par rapport à 2016 (Côte-d'Or : +0,82 %, France hors Mayotte : +2,11 %).
| 1793 | 1800 | 1806 | 1821 | 1836 | 1841 | 1846 | 1851 | 1856 |
| ---- | ---- | ---- | ---- | ---- | ---- | ---- | ---- | ---- |
| 413  | 498  | 509  | 497  | 531  | 474  | 500  | 496  | 497  |

| 1861 | 1866 | 1872 | 1876 | 1881 | 1886 | 1891 | 1896 | 1901 |
| ---- | ---- | ---- | ---- | ---- | ---- | ---- | ---- | ---- |
| 509  | 533  | 548  | 530  | 532  | 556  | 516  | 471  | 469  |

| 1906 | 1911 | 1921 | 1926 | 1931 | 1936 | 1946 | 1954 | 1962 |
| ---- | ---- | ---- | ---- | ---- | ---- | ---- | ---- | ---- |
| 459  | 437  | 390  | 406  | 414  | 404  | 398  | 403  | 425  |

| 1968 | 1975 | 1982 | 1990 | 1999 | 2006 | 2007 | 2012 | 2017 |
| ---- | ---- | ---- | ---- | ---- | ---- | ---- | ---- | ---- |
| 443  | 484  | 696  | 693  | 672  | 766  | 779  | 825  | 882  |

| 2022 | - | - | - | - | - | - | - | - |
| ---- | - | - | - | - | - | - | - | - |
| 917  | - | - | - | - | - | - | - | - |

## Culture locale et patrimoine

### Lieux et monuments
La commune dispose donc d'une église catholique, d'une salle polyvalente toujours animée, d'une mairie entièrement rénovée, d'une cave coopérative ainsi qu'une coopérative laitière, de nombreux vignerons tels que Roger et Joël Rémy, Marcel Dechaume ou encore André Poifol, d'une usine de recyclage des matières plastiques (AMCOR), d'une usine de stockage et de traitement des produits frais (France Frais), d'une école maternelle et d'une école primaire, et aussi d'un hôtel-restaurant : Le relais de Sainte Marie la Blanche. C'est un ancien relais.
Au sein du cimetière qui entoure l'église, un monument aux morts est dédié aux victimes sanmaritaines des 2 guerres (1914-1918 et 1939-1945) et où sont célébrés chaque année le 11 novembre et le 8 mai.
Le village est animé principalement grâce aux nombreuses associations telles que le club de lutte, d'aïkido, de tennis, de danse, de théâtre ou encore de patchwork pour les personnes un peu plus âgées.

### Personnalités liées à la commune
- L'abbé Jean-Baptiste Delacollonge a connu, avant sa déportation au bagne de Brest, une existence des plus sulfureuses. Dès son ordination, il s'avère incapable de résister à la tentation et entretien des liaisons d'abord avec des maîtresses, puis avec des prostituées. Muté à plusieurs reprises dans le diocèse de Lyon, il est finalement envoyé dans le village de Sainte-Marie-la-Blanche, où le rejoint Fanny Besson, sa jeune maîtresse lyonnaise, qui est présentée comme sa cousine. Mais cette relation fait du bruit, et Fanny part un temps s'installer à Chalon-sur-Saône, puis à Dijon, où le prêtre la rejoint dès qu'il le peut. Après un accouchement d'un enfant mort-né, elle revient s'installer avec lui à Sainte-Marie, dans le presbytère. Une nouvelle qui n'est pas du goût des paroissiens : sous la pression, Fanny doit à nouveau partir. Pensant qu'ils seraient plus heureux morts, le prêtre étrangle celle qu'il aime le 25 août 1835, puis, voulant faire croire au départ précipité de la jeune femme, la découpe, jette ses viscères dans les toilettes, et met les restes de son corps dans un sac qu'il va jeter dans un étang. Quand le sac est découvert, Jean-Baptiste Delacollonge tente de fuir en Suisse mais est rattrapé peu avant de franchir la frontière. En 1836, son procès dure deux jours et fait grand bruit. Il est condamné aux travaux forcés à perpétuité, et meurt au bagne de Brest où, semble-t-il, il jouissait d'une très bonne réputation.

### Héraldique
| Blason | Blasonnement : D'azur à la Vierge et l'Enfant Jésus d'argent, nimbés d'or, posés sur un croissant du même, chapé-ployé d'hermine. |